# Обгонный пункт

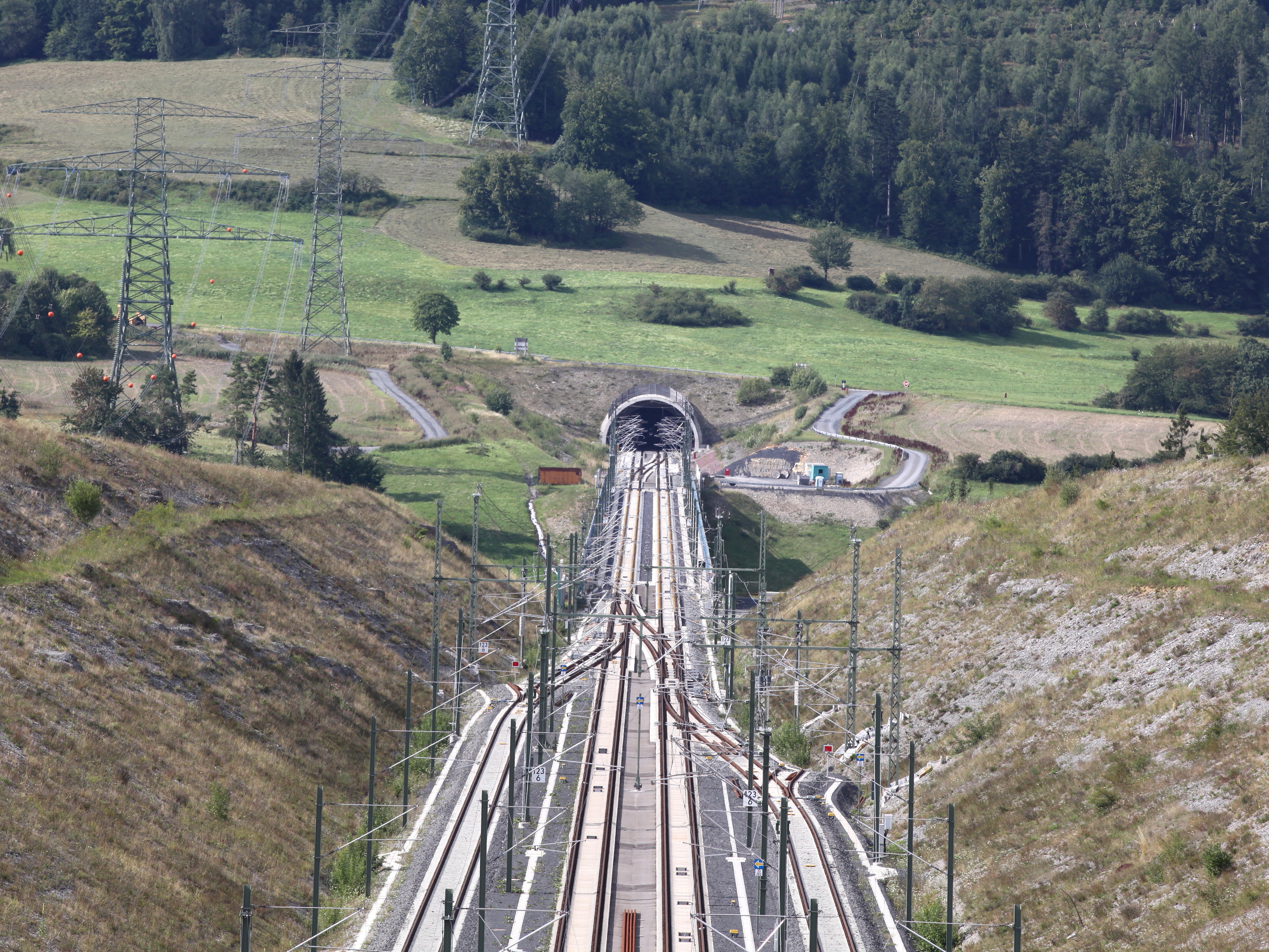
Обгонный пункт в Германии

Обгонный пункт — простейший вид раздельных пунктов с путевым развитием на двухпутных железнодорожных линиях. Имеет пути для обгона одних поездов другими. На обгонных пунктах также обычно предусматривается посадка и высадка пассажиров.
Кроме главных и обгонных путей, эти раздельные пункты имеют здание дежурного по обгонному пункту, пассажирские платформы (при наличии посадки и высадки пассажиров), устройства связи и СЦБ, освещение и жилые здания.
При переустройстве однопутной линии в двухпутную обычно часть разъездов закрывают, превращая их в обычные остановочные пункты, а остальные развивают в обгонные пункты или промежуточные станции.

## Классификация
Обгонные пункты бывают трех типов:
- поперечного типа;
- полупродольного типа;
- продольного типа;

По количеству путей обгонные пункты бывают:
- с одним обгонным путём;
- с двумя обгонными путями.

Первая схема получила наибольшее распространение, поэтому она и считается основной.
В каждом конце обгонного пункта располагаются два (или один) диспетчерских съезда, дающие возможность переводить движение с одного главного пути на другой в случае закрытия движения по одному из них. При этом — для переезда с одного обгонного пункта на другой может быть предусмотрен дополнительный диспетчерский съезд.

## Особенности
Обгонные пункты, расположенные на подходах к участковой или сортировочной станции, могут иметь один обгонный путь для поездов, следующих в сторону этих станций.